# Клара Томпсън
Клара Мейбъл Томсън (на английски: Clara Mabel Thompson) е американски психоаналитик.

## Биография
Родена е на 3 октомври 1893 година в Провидънс, САЩ. Учи медицина в Университета „Джонс Хопкинс“ и през последната година се запознава с психоанализата. През следващите години тя се развива като психоаналитик работещ с хора като Уилям Алансън Уайт, Адолф Майер, Хари Стек Съливан, Джоузеф Томпсън и Шандор Ференци.
В началото на 40-те, Томпсън основава Психиатричната фондация Уилям Алансън Уайт в Ню Йорк заедно с Ерих Фром, Хари Стек Съливан, Фрида Фром-Райхман, Дейвид Риъх и Джанет Риъх. Тя работи там до смъртта си на 20 декември 1958.